# Leptonycteris curasoae
Leptonycteris curasoae là một loài động vật có vú trong họ Dơi mũi lá, bộ Dơi. Loài này được Miller mô tả năm 1900.

## Hình ảnh

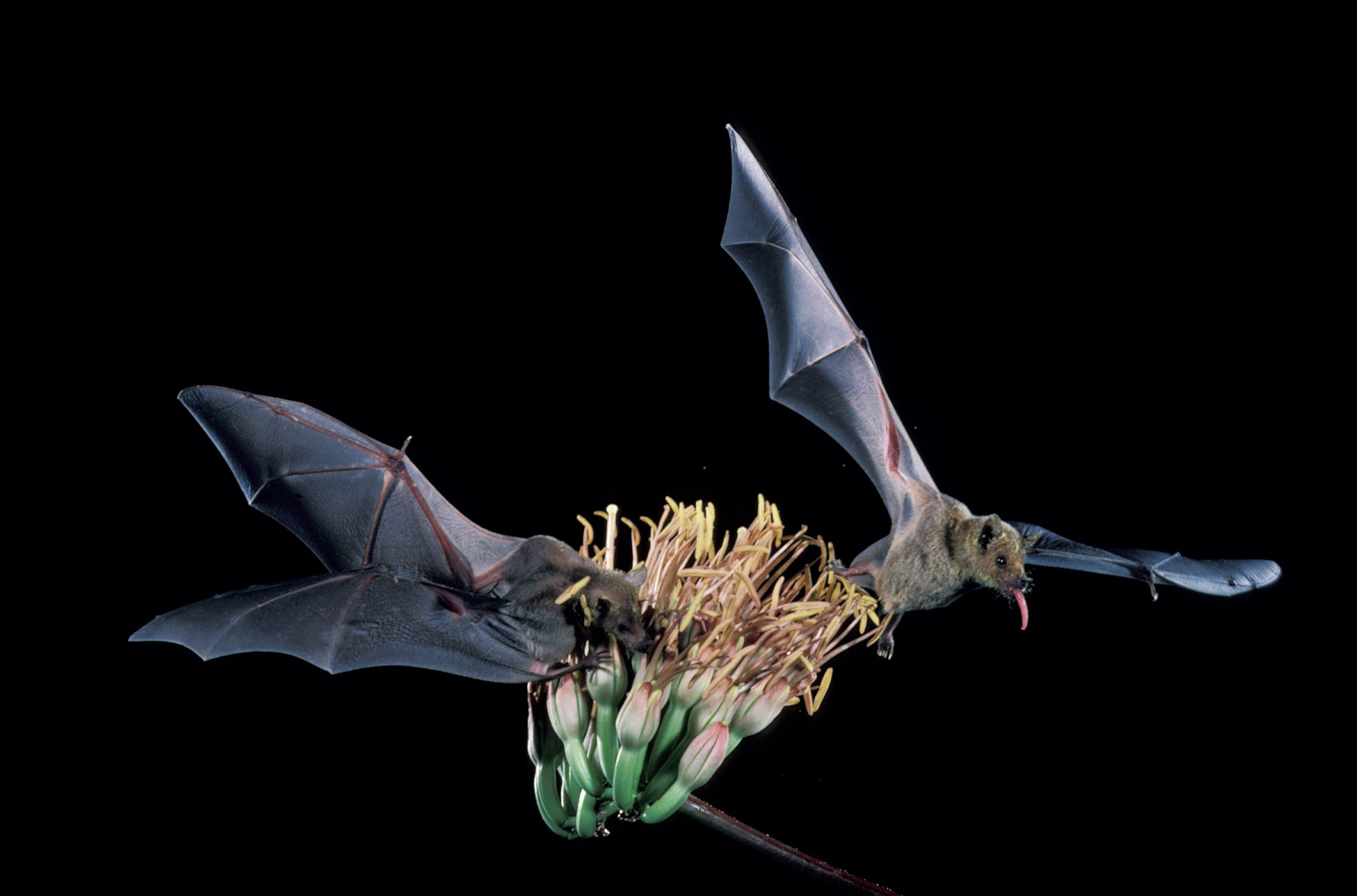